# Le Palace de la Cité Perdue
Pour plus de détails, voir Fiche technique et Distribution.
Le Palace de la Cité Perdue est un documentaire sud-africain réalisé en 1994 par Stéphane Diss, au cœur de l’Afrique du Sud et du luxueux Palace de la Cité Perdue.

## Synopsis
L’apartheid supprimé, l’Afrique du Sud peut s’ouvrir au tourisme international. Sol Kerzner crée le Palace de la Cité Perdue. Niché au cœur d’une oasis artificielle, ce luxueux complexe hôtelier se trouve dans un homeland misérable. À travers le portrait du Palace de la Cité Perdue se révèle une face cachée de la nouvelle Afrique du Sud.

## Fiche technique
- Titre : Le Palace de la Cité Perdue
- Réalisateur : Stéphane Diss
- Production : La Sept Arte, Les Films du Village,  Zaradoc
- Langue : français, anglais
- Format : Betacam Digital
- Genre : documentaire
- Durée : 52 minutes
- Date de réalisation : 1994
- Soutiens : CNC, Procirep